# Adieu Vienne
Pour plus de détails, voir Fiche technique et Distribution.
Adieu Vienne est un film français réalisé par Jacques Séverac, sorti en 1939.

## Fiche technique
- Titre : Adieu Vienne
- Réalisation : Jacques Séverac
- Scénario : Herbert Selpin
- Dialogues : Claude Gevel
- Photographie : Alphonse Lucas
- Musique : Johann Strauss
- Société de production : G.E.C.E. (Les Grandes Exclusivités Cinématographiques Européennes)
- Pays d'origine :  France
- Format : Noir et blanc - 1,37:1 - 35 mm - Son mono
- Genre : Biographie musicale
- Durée : 94 minutes
- Date de sortie : 
  - France - 22 décembre 1939

## Distribution
- Lee Parry : Lisl Heinzel
- Gustav Fröhlich : Franz Mansfield
- Françoise Christian
- Rolla Norman
- Jacques Maurice
- Edith Galia
- Claire Vervin
- Michèle Roger
- René Navarre